# Szatíra
A szatíra (a görög szatürosz, azaz „szatír” vagy latin satira, azaz „gyümölcsöstál” kifejezésből) két jelentésben is használatos:
- Szűkebb értelemben költői szatíra. Egy ókor óta használt lírai műfaj. Jellemzője, hogy a valóság komikus-ironikus ábrázolására törekszik. Ábrázolási módszerei között szerepel az arányok megváltoztatása, a kicsinyítés, a nagyítás, a túlzás.
- Tágabb értelemben szatirikus ábrázolásmódú mű. A költői műfaj nevéből született a szatirikusság fogalma, amely mindenféle művészeti ágban, műfajban megtalálható ábrázolási módszer. A bemutatott helyzet vagy ember látszólag komoly, a történet, illetve a körülmények összessége viszont groteszk vagy abszurd, és ez a kettősség komikus-ironikus hatást eredményez. Az ilyen ábrázolási módot alkalmazó műalkotást tágabb értelemben szintén szatírának nevezzük, ezek között lehetnek regények, drámák (pl. Arisztophanész vígjátékai), filmek, zenék stb.

## Elnevezése
A szatíra elnevezést a költői műfaj első kritikusa Quintilianus használta először Rómában, hogy Lucilius műveit jellemezze.
A kifejezés eredete az egyik magyarázat szerint a latin satira vagy satura lanx kifejezés, ami gyümölcsöstálat jelent, és ami a római szatíraköltészet témáinak tarkaságára utalhat. 
A 16. században ezzel szemben általánosan elterjedt nézet lett, hogy a szatíra elnevezés a görög szatír (szatürosz) szóból származik. A szatírok Dionüszosz kísérői és a ókori görög szatírjáték állandó szereplői voltak. Ez a szófejtés azt a felfogást támasztotta alá, hogy a szatíra maró, mint Juvenalis gúnyversei, és nem szelíd, mint Horatius humoros költeményei.

## A költői szatíra története

### Ókori Görögország és Róma

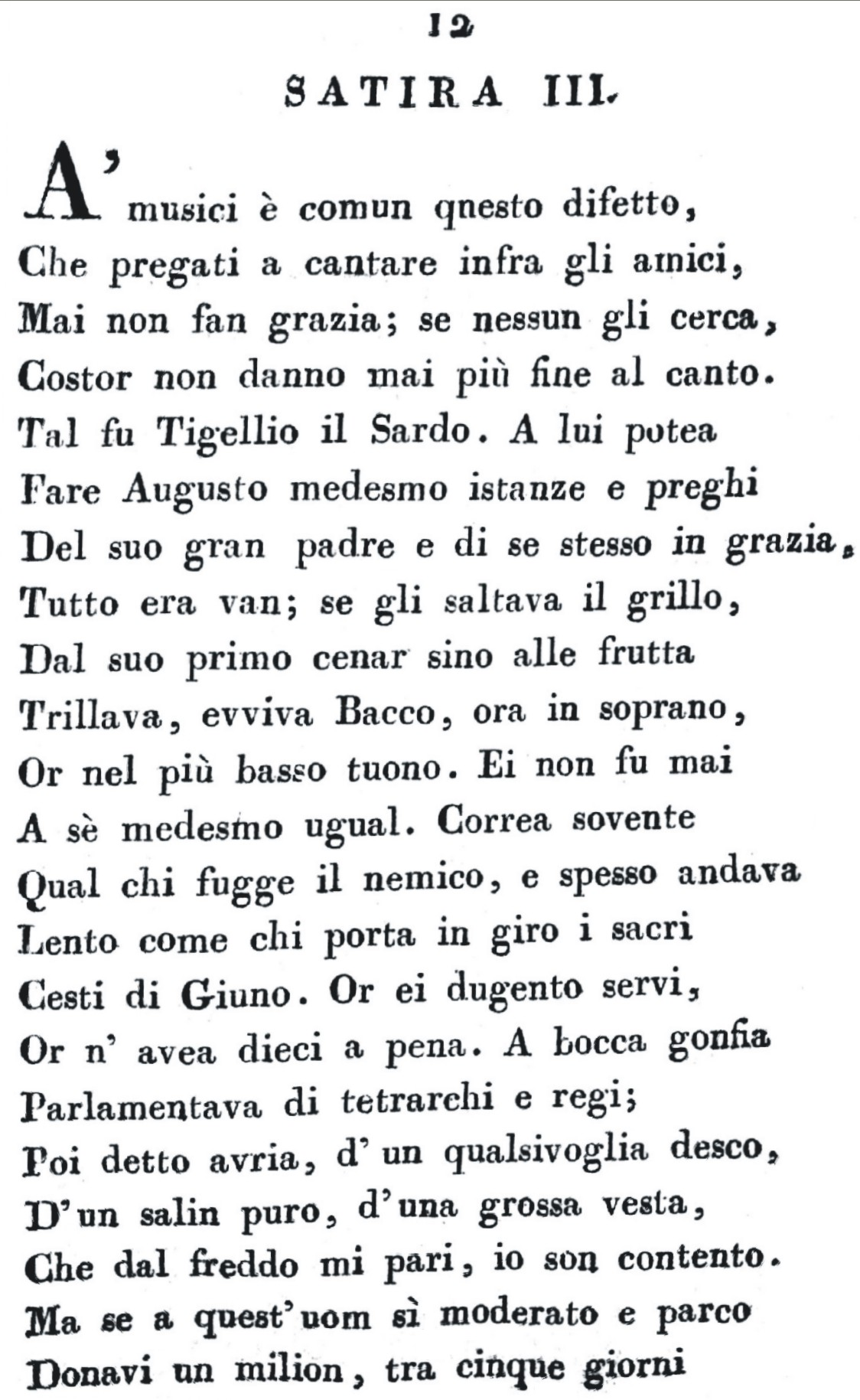
Le satire e l'epistole di Q. Orazio Flacco, nyomtatva 1814-ben.

A görögöknek még nem volt külön szavuk a komikus-gúnyos versek megjelölésére, csak a cinikus és a paródia kifejezést ismerték. A szatíra legrégebbi ismert alakja a gadarai Menipposz, akinek írásai ugyan nem maradtak fenn, de csodálóinak és utánzóinak dialógusaiban keveredik a komolyság és a gúnyolódás. 
Idősebb Plinius szerint a Kr. e. 6. században élt Hippónax olyan kegyetlen szatírákat írt, hogy a kicsúfolt felakasztotta magát.
A neves ókori római szatíraírók közül meg kell említeni Horatiust és Juvenalist, akik a Római Birodalom korai szakaszában alkottak. A római császárok (különösen Augustus) bírálói szükségszerűen az irónia fátyola alá rejtőztek. A római szatíra fogalma azonban sokkal tágabb volt, mint a későbbi korokban, mivel magába foglalt fantasztikus és színes humoros elemeket is, és viszonylag kevés gúnyt tartalmazott.

## Szatirikus írók, költők
- Örkény István
- Moldova György
- Esterházy Péter
- Parti Nagy Lajos
- Spiró György
- Mikszáth Kálmán
- Karinthy Frigyes
- Szabó Dezső
- Szakonyi Károly
- Csurka István
- Rejtő Jenő
- Mándy Iván
- Egressy Zoltán
- Bohumil Hrabal
- Jaroslav Hašek
- Vladimír Páral
- Mihail Afanaszjevics Bulgakov
- Nyikolaj Vasziljevics Gogol
- Anton Pavlovics Csehov
- Dmitrij Alekszejevics Gluhovszkij
- Jurij Mihajlovics Poljakov
- Günter Grass
- Timur Vermes
- Jonathan Swift
- Efrájim Kishon
- Karel Čapek
- Mark Twain
- François Rabelais
- Voltaire
- Kurt Vonnegut
- Philip Roth
- Milan Kundera
- Bertolt Brecht
- Samuel Beckett
- James Joyce
- Eugène Ionesco
- Jean Genet
- Franz Kafka
- Mario Vargas Llosa
- Chuck Palahniuk
- Joseph Heller
- George Orwell